# Lys Symonette
Bertlies „Lys“ Symonette geb. Bertlies Weinschenk, (* 21. Dezember 1914 in Mainz; † 27. November 2005 in New York) war eine deutschamerikanische Musikerin, Sängerin und Komponistin. Sie war Mitarbeiterin Kurt Weills und spätere Vize-Präsidentin der Kurt-Weill-Stiftung.

## Leben
Bertlies Weinschenk war die Tochter des Mainzer Weinhändlers Max Weinschenk (1881–1926). Ihre Mutter Gertrud, geb. Mezger (1889–1975), war Konzertsängerin. Ihr Onkel väterlicherseits Jacob Hugo Weinschenk war ein begeisterter Cellist, der auch Sonette schrieb. Nach dem Tod des Vaters 1924 bekamen sie und ihre vier Jahre jüngere Schwester Marianne Willi Honheisser als Stiefvater. Sie besuchte die Privatschule Linkenbach und anschließend die Höhere Töchterschule in Mainz, wo sie 1934 ihr Abitur ablegte. Besonders gut war sie in Gesang und Klavierspiel. So wurde sie von Lothar Windsperger am Peter-Cornelius-Konservatorium unterrichtet. Für kurze Zeit studierte sie in Berlin Klavier und Gesang, bevor sie nach Köln zu ihrer Schwester übersiedeln musste. 1936 floh sie über Italien nach Kuba und 1938 in die USA. Auch ihrer Schwester gelang die Flucht in die USA. Bertlies Weinschenk studierte Musik am Curtis-Institute in Philadelphia, wo sie von Vera Brodsky in Klavier und Elisabeth Schumann in Gesang unterrichtet wurde. Dort lernte sie auch Ned Rorem kennen, dessen Lieder sie als erste in der Öffentlichkeit sang.
Nach ihrem Abschluss trat sie in den frühen 1940er Jahren regelmäßig mit Alberta Masiello in Clubs in den USA auf. Danach arbeitete sie als Korrepetitorin am Broadway in New York, wo sie Kurt Weill kennenlernte, der sie als Mitarbeiterin engagierte. Maurice Abravanel hatte sie Kurt Weill als Probenpianistin für das Broadway-Musical The Firebrand of Florence empfohlen. Bis zu Kurt Weills Tod 1950 arbeitete sie eng mit ihm zusammen. Auch wenn sie ab und zu gesungen hat, so war ihre wichtigste Arbeit die der Korrepetitorin und Gesangslehrerin.
1949 heiratete Lys Weinschenk den Bariton Randolph Symonette.
Nach Kurt Weills Tod 1950 kehrte Lys Symonette mit ihrem Mann nach Westdeutschland zurück. Randolph Symonette sang in verschiedenen Opernhäusern Wagner-Opern. 1953/4 sang er am Staatstheater in Mainz. Während ihres Aufenthalts in Deutschland warb Lys Symonette für das Werk von Kurt Weill, u. a. indem sie das spätere Werk von ihm übersetzte.
Zehn Jahre später kehrten beide nach New York zurück, wo Rudolph an der Metropolitan Opera auftrat. Lys trat als Klavierbegleitung zusammen mit Weills Lebensgefährtin, der Schauspielerin und Sängerin Lotte Lenya auf. Zusammen verwalteten und förderten sie das Erbe und das Andenken an Kurt Weill. So wurden viele bisher unveröffentlichte Lieder von Kurt Weill veröffentlicht, u. a. Youkali. 1968 zog das Ehepaar Symonette nach Tallahassee, wo Rudolph eine Professur an der Florida State University innehatte. Aber zwei Jahre später kehrten sie nach New York zurück, wo Lys Symonette zusammen mit Lotte Lenya an der englischsprachigen Premiere der Weill-Oper Aufstieg und Fall der Stadt Mahagonny arbeitete. Die Übersetzung der Oper hatte Lys Symonette zusammen mit Arnold Weinstein erarbeitet. Neben ihrer Arbeit als Gesangslehrerin am Curtis-Institute arbeitete sie an mehreren Weill-Produktionen mit. Außerdem bemühte sie sich um die Aufführung bis dahin unbekannter Weill-Lieder.
Nach Lenyas Tod 1981 förderte Lys Symonette als testamentarisch eingesetzte Vizepräsidentin der Kurt-Weill-Stiftung das Werk von Kurt Weill.
Lys Symonette starb im November 2005 in New York an einem Herzinfarkt.
Ihr Sohn Victor C. Symonette ist Dirigent.